# Лейбе, Вильгельм фон
Вильге́льм Оливье фон Лейбе (нем. Wilhelm Olivier von Leube; 14 сентября 1842 или 4 сентября 1842, Ульм — 16 мая 1922, Лангенарген) — немецкий гастроэнтеролог и невропатолог.

## Биография
Учился медицине в Тюбингене, Цюрихе, Берлине и Мюнхене. В 1868 году стал ассистентом в клинике в Эрлангене у Адольфа Куссмауля. В 1872 году — профессор патологии и терапии и одновременно директор клиники в Йенском университете. В 1874—1885 годах — профессор в Эрлангене и Вюрцбурге. В Йене одним из его ассистентов был Оттомар Розенбах.
Основным вкладом Лейбе в науку следует признать его исследования различных расстройств желудка и кишечника, включая его пионерские работ по диспепсии нейрогенной природы.
Работая в клинике Эрлангена, Лейбе развил идею Куссмауля в отношении использования резиновых зондов для аспирации (извлечения) желудочного и дуоденального содержимого с диагностическими целями и ввёл в клиническую практику процедуру интубации (введения зонда в желудок). Заслугой Лейбе является то, что он разработал и начал активно применять для исследования заболеваний желудка процедуру, включающую в себя разработанный им пробный завтрак, время взятия желудочного содержимого и критерии оценки состояния желудка.
Пробный завтрак, названный «пробным завтраком Лейбе», включает в себя: бульон 200 см³, бифштекс 200 г, хлеб 50 г, вода 200 см³. Желудочное содержимое аспирируется в течение 6 часов, после чего исследуются степень переваривания пищи, входящей в пробный завтрак, а также определяются количество и концентрация кислоты и пепсина в желудке пациента.

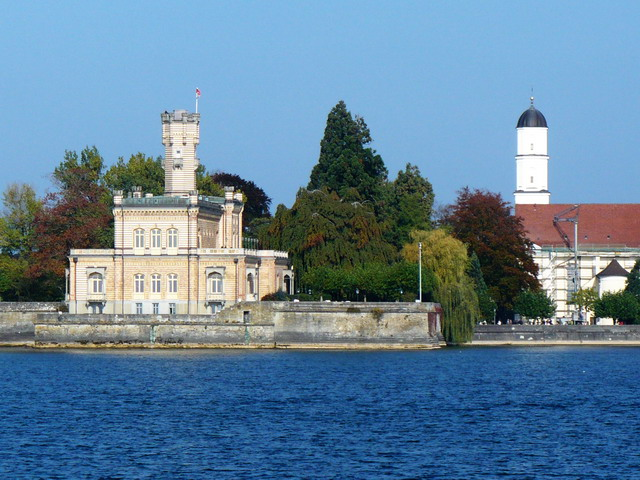
Дворец Монфорт на берегу Боденского озера

Гастроэнтерологическая деятельность Лейбе давала хорошие заработки. Он смог приобрести у принца Фридриха Карла Гессен-Кассельского в 1902 году дворец Монфорт, стоящий на берегу Боденского озера (посёлок Лангенарген, Германия), в котором он и скончался в 1922 году.